# Crișceatec, Zastavna
Crișceatec, întâlnit și sub forma Creșciatic (în ucraineană Хрещатик, transliterat: Hreșceatîk și în germană Kryszczatek) este un sat reședință de comună în raionul Zastavna din regiunea Cernăuți (Ucraina). Are 905 locuitori, preponderent  ucraineni (ruteni).
Satul este situat la o altitudine de 274 metri, pe malul râului Nistru, în partea de nord-vest a raionului Zastavna.

## Istorie
Localitatea Crișceatec a făcut parte încă de la înființare din regiunea istorică Bucovina a Principatului Moldovei. În anul 1765, negustorul Teodor Preda și răzeșii din Răpujineți au construit aici un schit cu hramul "Sfântul Ioan Botezătorul", care a deținut satul Crișceatec, un teren în satul Răpujineți și ½ din satul Zviniace (regiunea Cernăuți), cu 4 mori și un atelier, arendate, din 1784, pe 3 ani lui Mihail Mocranschi, cu 500 florini . În anul 1776, viețuiau acolo 5 călugări.
În ianuarie 1775, ca urmare a atitudinii de neutralitate pe care a avut-o în timpul conflictului militar dintre Turcia și Rusia (1768-1774), Imperiul Habsburgic (Austria de astăzi) a primit o parte din teritoriul Moldovei, teritoriu cunoscut sub denumirea de Bucovina. După anexarea Bucovinei de către Imperiul Habsburgic în anul 1775, localitatea Crișceatec a făcut parte din Ducatul Bucovinei, guvernat de către austrieci, făcând parte din districtul Zastavna (în germană Zastawna).
Autoritățile habsburgice au desființat Schitul Crișceatec în baza Ordonanței Imperiale din 19 iunie 1783 a împăratului Iosif al II-lea (1780-1790), trecând toate pământurile și fondurile administrate de Episcopia Rădăuților "sub povățuirea stăpânirii împărătești și a crăieștii măriri" . La începutul secolului al XIX-lea, a fost înființată în sat o fabrică de zahăr .
După Unirea Bucovinei cu România la 28 noiembrie 1918, satul Crișceatec a făcut parte din componența României, în Plasa Nistrului a județului Cernăuți. Pe atunci, majoritatea populației era formată din ucraineni, existând și comunități de români și de evrei. În perioada interbelică, funcționa aici un comisariat de jandarmi, tot aici fiind și principalul punct de frontieră al României cu Polonia.
Ca urmare a Pactului Ribbentrop-Molotov (1939), Bucovina de Nord a fost anexată de către URSS la 28 iunie 1940, dar a reintrat  în posesia României în perioada 1941-1944. Bucovina de Nord a fost reocupată de către URSS în anul 1944 și a fost integrată în RSS Ucrainene.
Începând din anul 1991, satul Crișceatec face parte din raionul Zastavna al regiunii Cernăuți din cadrul Ucrainei independente. Conform recensământului din 1989, numărul locuitorilor care s-au declarat români plus moldoveni era de 1 (0+1), reprezentând 0,11% din populație .
În prezent, satul are 905 locuitori, preponderent ucraineni. În localitate funcționează o rafinărie de zahăr.

## Demografie
Componența lingvistică a comunei Crișceatec
     Ucraineană (98,45%)
     Rusă (1,1%)
     Alte limbi (0,45%)
Conform recensământului din 2001, majoritatea populației comunei Crișceatec era vorbitoare de ucraineană (98,45%), existând în minoritate și vorbitori de rusă (1,1%).
1989: 876 (recensământ) 
2007: 905 (estimare)

### Recensământul din 1930
Componența etnică a comunei Crișceatec (județul Cernăuți)
     Români (1,18%)
     Ruteni (87,1%)
     Evrei (7,67%)
     Polonezi (4,05%)
Componența confesională a comunei Crișceatec
     Ortodocși (86,68%)
     Romano-catolici (4,15%)
     Mozaici (7,67%)
     Greco-catolici (1,5%)
Conform recensământului efectuat în 1930, populația comunei Crișceatec se ridica la 938 locuitori. Majoritatea locuitorilor erau ruteni (87,10%), cu o minoritate de români (1,18%), una de evrei (7,67%) și una de polonezi (4,05%). Din punct de vedere confesional, majoritatea locuitorilor erau ortodocși (86,68%), dar existau și mozaici (7,67%), romano-catolici (4,15%) și greco-catolici (1,50%).

## Turism
Pe teritoriul comunei, pe malul înalt și prăpăstios al râului Nistru, se află Schitul "Sf. Ioan Botezătorul" , care este unul din cele mai importante obiective turistice din regiune.
Schitul Crișceatec a fost ctitorit de negustorul Teodor Preda și răzeșii din Răpujineți, fiind construit în anul 1765  sau, după alte surse, în anul 1768, în perioada stăpânirii moldovenești (sec. XVII-XVIII). Cu ocazia recensământului realizat de generalul Spleny în 1776, pe teritoriul anexat atunci la Austria, s-a consemnat că Schitul Crișceatec deținea satul Crișceatec, un teren în satul Răpujineți și ½ din satul Zviniace (regiunea Cernăuți), cu 4 mori și un atelier, arendate, din 1784, pe 3 ani lui Mihail Mocranschi, cu 500 florini . La acea dată, viețuiau acolo 5 călugări.
În baza Ordonanței Imperiale din 19 iunie 1783, împăratul Iosif al II-lea (1780-1790) dispune să se reducă numărul mănăstirilor, pământurile și fondurile administrate de acestea să treacă "sub povățuirea stăpânirii împărătești și a crăieștii măriri", iar din întreg fondul care se va forma pe această cale să se întrețină clerul ortodox și să se creeze cel puțin o școală la Cernăuți sau la Suceava, iar restul să se întrebuințeze pentru scopuri folositoare . Deși stareții mănăstirilor protestează într-un memoriu pe care-l înaintează împăratului (episcopul Dosoftei Herescu fiind convins să cedeze Curții Imperiale moșiile Episcopiei Rădăuților în schimbul unei rente anuale), arătând că prin desființarea mănăstirilor și secularizarea averilor lor se desconsideră însăși voința fondatorilor, împăratul nu-și modifică hotărârea. Astfel, din cele 25 mănăstiri și schituri din Bucovina, rămân numai trei: mănăstirea Putna, mănăstirea Sucevița și mănăstirea Dragomirna, celelalte 22 fiind desființate, iar averile și proprietățile tuturor trec sub administrația statului austriac.
Ca urmare a războaielor purtate la începutul secolului al XIX-lea de Imperiul Habsburgic împotriva lui Napoleon Bonaparte, vistieria Fondului bisericesc al Bucovinei a fost secătuită și multe din domeniile statului au fost vândute, iar guvernul galițian a dat o hotărâre la 26 septembrie 1810, prin care se arăta că „moșiile mănăstirești, averile fundațiunilor și ale mănăstirilor se pot vinde”. Astfel, au fost vândute micile proprietăți ale schiturilor desființate Crișceatec, Babin, Luca și altele .
Satul Crișceatec este faimos pentru un izvor considerat sfânt, care există de mulți ani. În noaptea sărbătoririi Sf. Ioan Teologul, se spune că izvorul scânteiază și au existat cazuri de vindecări de diferite boli legate de acest izvor. S-a înălțat o cruce în apropierea izvorului, precum și o capelă și o biserică în cinstea Sf. Apostol și Evanghelist Ioan. Biserica datează din anul 1860 și este încă în funcțiune .